# Fabricant de diamants
Fabricant de diamants er en fransk stumfilm fra 1908 af Georges Méliès.